# Нахты
Нахты — озеро на севере Пермского края. Является зоологическим памятником природы.
Расположено в юго-восточной части Гайнского района, к северо-востоку от озера Нижняя Старица и к юго-западу от озера Большой Кумикуш, на высоте 130 м над уровнем моря. Имеет продолговатую, вытянутую форму. Длина водоёма составляет около 12 км. Максимальная глубина — 3,5 метра. Площадь озера — 2,28 км².
Питание осуществляется преимущественно за счёт ближайших болот. Во время половодья Нахты соединяется протокой с рекой Тимшор. Вода имеет бурый оттенок.
На озере в изобилии водится щука, окунь, чебак и язь, иногда ловится голавль, жерех, лещ и ёрш. Ранее Нахты было промысловым водоёмом, на его левом берегу посередине озера находилась рыболовная база.
Код объекта в государственном водном реестре — 10010100111111100000789.